# Hermonassa pallida
Hermonassa pallida är en fjärilsart som beskrevs av W. Warren 1912. Hermonassa pallida ingår i släktet Hermonassa och familjen nattflyn. Inga underarter finns listade i Catalogue of Life.